# شاخص کاسپی
شاخص کاسپی (انگلیسی: KOSPI) شاخص بازار بورس کره است، که در سال ۱۹۸۳ راه‌اندازی شد و هم‌اکنون از ۲۰۰ شرکت تشکیل می‌شود.